# ATP6V0B
ATP6V0B (англ. ATPase H+ transporting V0 subunit b) – білок, який кодується однойменним геном, розташованим у людей на короткому плечі 1-ї хромосоми.  Довжина поліпептидного ланцюга білка становить 205 амінокислот, а молекулярна маса — 21 406.
| 10         |  | 20         |  | 30         |  | 40         |  | 50         |
| ---------- |  | ---------- |  | ---------- |  | ---------- |  | ---------- |
| MTGLALLYSG |  | VFVAFWACAL |  | AVGVCYTIFD |  | LGFRFDVAWF |  | LTETSPFMWS |
| NLGIGLAISL |  | SVVGAAWGIY |  | ITGSSIIGGG |  | VKAPRIKTKN |  | LVSIIFCEAV |
| AIYGIIMAIV |  | ISNMAEPFSA |  | TDPKAIGHRN |  | YHAGYSMFGA |  | GLTVGLSNLF |
| CGVCVGIVGS |  | GAALADAQNP |  | SLFVKILIVE |  | IFGSAIGLFG |  | VIVAILQTSR |
| VKMGD      |  |            |  |            |  |            |  |            |

A: Аланін

C: Цистеїн

D: Аспарагінова кислота

E: Глутамінова кислота

F: Фенілаланін

G: Гліцин

H: Гістидин

I: Ізолейцин

K: Лізин

L: Лейцин

M: Метіонін

N: Аспарагін

P: Пролін

Q: Глутамін

R: Аргінін

S: Серин

T: Треонін

V: Валін

W: Триптофан

Задіяний у таких біологічних процесах як транспорт іонів, транспорт, транспорт протонів, поліморфізм. 
Локалізований у мембрані.